# Gummy
Gummy (거미?, Geo-miLR, KŏmiMR), pseudonimo di Park Ji-yeon (박지연?, 朴智妍?, Bak Ji-yeonLR, Pak ChiyŏnMR; Contea di Wando, 8 aprile 1981), è una cantante sudcoreana.

## Carriera
Gummy ha debuttato nel 2003 con un album studio intitolato Like Them. Tuttavia, a causa del grande successo degli altri artisti della casa discografica YG Entertainment, con la quale Gummy pubblica i suoi lavori, la cantante non ha visto il successo fino alla pubblicazione del secondo album, It's Different.
Dopo un terzo album pressoché sconosciuto, il 12 marzo 2008 la cantante ha pubblicato Comfort dopo tre anni di assenza dalle scene musicali. La pubblicazione dell'album è stata posticipata varie volte, a causa della volontà di Gummy di mostrare una propria crescita come artista ed una più alta qualità musicale. Il singolo apripista, I'm Sorry (미안해요), è un duetto con il cantante T.O.P dei Big Bang, il quale partecipa anche al video musicale della canzone insieme a Sandara Park. Dopo appena una settimana dalla sua pubblicazione, il singolo è diventato un successo scalando varie classifiche musicali online.
Il 12 aprile 2010, la YG Entertainment ha annunciato un ritorno sulle scene di Gummy insieme ad altri artisti della compagnia, quali Big Bang, 2NE1 e SE7EN. Appena una settimana dopo, la cantante ha pubblicato un mini album intitolato Loveless. Il 21 aprile è stato pubblicato il primo singolo dell'album, completo di video musicale. L'album è in vendita dal 29 aprile e le sue promozioni, che ancora impegnano l'artista durante tutta l'estate, sono iniziate i primi giorni di maggio 2010.
Un secondo singolo è stato tratto dall'album, There is no Love, del quale è stato creato un video musicale.

## Discografia

### Album in studio
- 2003 – Like Them
- 2004 – It's Different
- 2005 – For The Bloom
- 2008 – Comfort
- 2017 – Stroke

### EP
- 2010 – Loveless
- 2011 – Loveless (giapponese)
- 2013 – Fate(s)
- 2014 – I Loved..Have No Regrets

### Raccolte
- 2006 – Gummy Unplugged
- 2015 – Fall in Memory

## Riconoscimenti

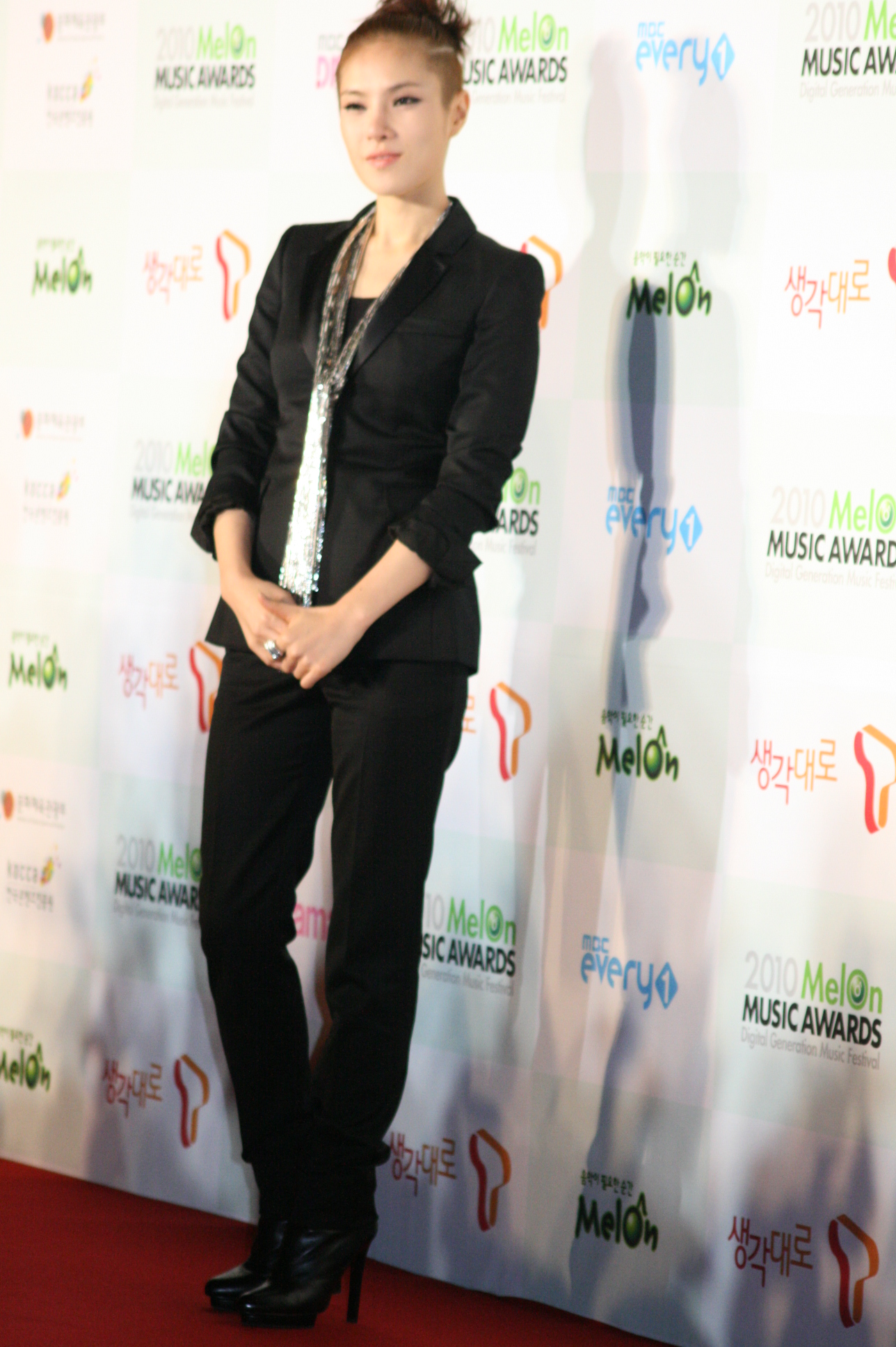
Gummy nel 2010

### Golden Disc Award
| Anno | Premio               | Ricevente               | Risultato       | Fonti |
| ---- | -------------------- | ----------------------- | --------------- | ----- |
| 2004 | Main Prize (Bonsang) | "Amnesia"               | Vincitore/trice | [ 8 ] |
| 2017 | Soundtrack Award     | "You Are My Everything" | Vincitore/trice | [ 8 ] |

### Mnet Asian Music Award
| Anno | Premio                  | Ricevente                                               | Risultato       | Fonti |
| ---- | ----------------------- | ------------------------------------------------------- | --------------- | ----- |
| 2004 | Mobile Popularity Award | "Amnesia"                                               | Vincitore/trice | [ 9 ] |
| 2004 | Best Female Artist      | "Amnesia"                                               | Candidato/a     | [ 9 ] |
| 2004 | Best R&B Performance    | "Amnesia"                                               | Candidato/a     | [ 9 ] |
| 2005 | Best R&B Performance    | "No"                                                    | Candidato/a     | [ 9 ] |
| 2008 | Best Female Artist      | "I'm Sorry" (feat. T.O.P)                               | Candidato/a     | [ 9 ] |
| 2010 | Best Vocal Performance  | "Because You’re A Man"                                  | Vincitore/trice | [ 9 ] |
| 2010 | Best Female Artist      | "Because You’re A Man"                                  | Candidato/a     | [ 9 ] |
| 2016 | Best OST                | "Moonlight Drawn by Clouds" (OST Love in the Moonlight) | Candidato/a     | [ 9 ] |

### Altri premi
| Anno | Evento                          | Premio                       | Ricevente               | Risultato       | Fonti  |
| ---- | ------------------------------- | ---------------------------- | ----------------------- | --------------- | ------ |
| 2005 | Korean Music Award              | Best R&B & Soul Album        | It's Different          | Vincitore/trice | [ 10 ] |
| 2010 | Melon Music Award               | Best R&B Song                | "Because You’re A Man"  | Vincitore/trice | [ 11 ] |
| 2011 | Billboard Japan Music Award     | Best New K-Pop Artist        | N.D.                    | Vincitore/trice | [ 12 ] |
| 2016 | Asia Artist Award               | Soundtrack Award             | "You Are My Everything" | Vincitore/trice | [ 13 ] |
| 2016 | Seoul Music Award               | Soundtrack Award             | "You Are My Everything" | Vincitore/trice | [ 14 ] |
| 2016 | Seoul International Drama Award | Outstanding Korean Drama OST | "You Are My Everything" | Vincitore/trice | [ 15 ] |
| 2019 | Melon Music Award               | Best OST                     | "Remember Me"           | Vincitore/trice |        |